# Oyndarfjørður
Oyndarfjørður este un oraș din Insulele Faroe.